# Julian Schieber
Julian Schieber (Backnang, 13 de fevereiro de 1989) é um ex-futebolista alemão que atuava como atacante. Seu último clube foi o clube alemão FC Augsburg.

## Carreira
Schieber começou a carreira no VfB Stuttgart.